# Championship (Irlanda del Nord)
La Championship, precedentemente nota come Irish First Division e IFA Intermediate League (dal 2004), è la seconda divisione del campionato nordirlandese di calcio ed è posto sotto l'egida della Northern Ireland Football League, che dal 2013 ne ha rilevato l'organizzazione dalla Irish Football Association.
Dal 1995 al 2003 il calcio senior nordirlandese era diviso in due divisioni (la Irish League Premier Division e la First Division). Nel 2003, con la creazione della Irish Football Association, fu istituita una prima divisione di 16 club, nota come Irish Premier League. Successivamente, nella stagione 2008-2009, è stata attuata una nuova riforma che ha portato alla creazione di una massima serie denominata Premiership, e di una seconda divisione chiamata Championship.

## Squadre 2025-2026
Squadre partecipanti alla stagione 2025-2026.
- Annagh Utd
- Ards
- Armagh City
- Ballinamallard Utd
- Dundela
- Harland & Wolff Welders
- Institute
- Limavady Utd
- Loughgall
- Newington Youth
- Queens University
- Warrenpoint Town

## Albo d'oro

### Irish League B Division
| Stagione  | Campioni                  |
| --------- | ------------------------- |
| 1951-1952 | Linfield                  |
| 1952-1953 | Linfield                  |
| 1953-1954 | Cliftonville              |
| 1954-1955 | Larne                     |
| 1955-1956 | Banbridge Town            |
| 1956-1957 | Larne                     |
| 1957-1958 | Ards*                     |
| 1958-1959 | Glentoran*                |
| 1959-1960 | Newry City                |
| 1960-1961 | Ballyclare Comrades       |
| 1961-1962 | Carrick Rangers           |
| 1962-1963 | Ballyclare Comrades       |
| 1963-1964 | Larne                     |
| 1964-1965 | Larne                     |
| 1965-1966 | Larne                     |
| 1966-1967 | Larne                     |
| 1967-1968 | Dundela                   |
| 1968-1969 | Larne                     |
| 1969-1970 | Larne                     |
| 1970-1971 | Larne                     |
| 1971-1972 | Larne                     |
| 1972-1973 | Carrick Rangers           |
| 1973-1974 | Ballyclare Comrades       |
| 1974-1975 | Carrick Rangers           |
| 1975-1976 | Linfield                  |
| 1976-1977 | Carrick Rangers / Dundela |

- Squadra riserva

### Irish League B Division Section 1
| Stagione  | Campioni            |
| --------- | ------------------- |
| 1977-1978 | Ballyclare Comrades |
| 1978-1979 | Carrick Rangers     |
| 1979-1980 | Ballyclare Comrades |
| 1980-1981 | Newry City          |
| 1981-1982 | Dundela             |
| 1982-1983 | Carrick Rangers     |
| 1983-1984 | Limavady Utd        |
| 1984-1985 | Chimney Corner      |
| 1985-1986 | Dundela             |
| 1986-1987 | PSNI                |
| 1987-1988 | Dundela             |
| 1988-1989 | Ballyclare Comrades |
| 1989-1990 | Dundela             |
| 1990-1991 | Dundela             |
| 1991-1992 | Dundela             |
| 1992-1993 | Limavady Utd        |
| 1993-1994 | Dundela             |
| 1994-1995 | Loughgall           |
| 1995-1996 | Loughgall           |
| 1996-1997 | Loughgall           |
| 1997-1998 | Loughgall           |
| 1998-1999 | Chimney Corner      |

### Irish League Second Division
| Stagione  | Campioni           |
| --------- | ------------------ |
| 1999-2000 | Dundela            |
| 2000-2001 | Dundela            |
| 2001-2002 | Moyola Park        |
| 2002-2003 | Ballinamallard Utd |

### Irish League

#### First Division
| Stagione  | Campioni  |
| --------- | --------- |
| 2003-2004 | Loughgall |

### IFA Intermediate League

#### First Division
| Stagione  | Campioni    |
| --------- | ----------- |
| 2004-2005 | Armagh City |
| 2005-2006 | Crusaders   |
| 2006-2007 | Institute   |
| 2007-2008 | Loughgall   |

### IFA Championship
| Stagione  | Campioni           |
| --------- | ------------------ |
| 2008-2009 | Portadown          |
| 2009-2010 | Loughgall          |
| 2010-2011 | Carrick Rangers    |
| 2011-2012 | Ballinamallard Utd |
| 2012-2013 | Ards               |

### NIFL Championship
| Stagione  | Campioni         |
| --------- | ---------------- |
| 2013-2014 | Institute        |
| 2014-2015 | Carrick Rangers  |
| 2015-2016 | Ards             |
| 2016-2017 | Warrenpoint Town |
| 2017-2018 | Institute        |
| 2018-2019 | Larne            |
| 2019-2020 | Portadown        |
| 2020-2021 |                  |
| 2021-2022 | Newry City       |
| 2022-2023 | Loughgall        |
| 2023-2024 | Portadown        |